# Quedas do Iguaçu
Quedas do Iguaçu là một đô thị thuộc bang Paraná, Brasil. Đô thị này có diện tích 840,4 km², dân số năm 2007 là 31572 người, mật độ 35 người/km².